# Crazy Taxi (serie)

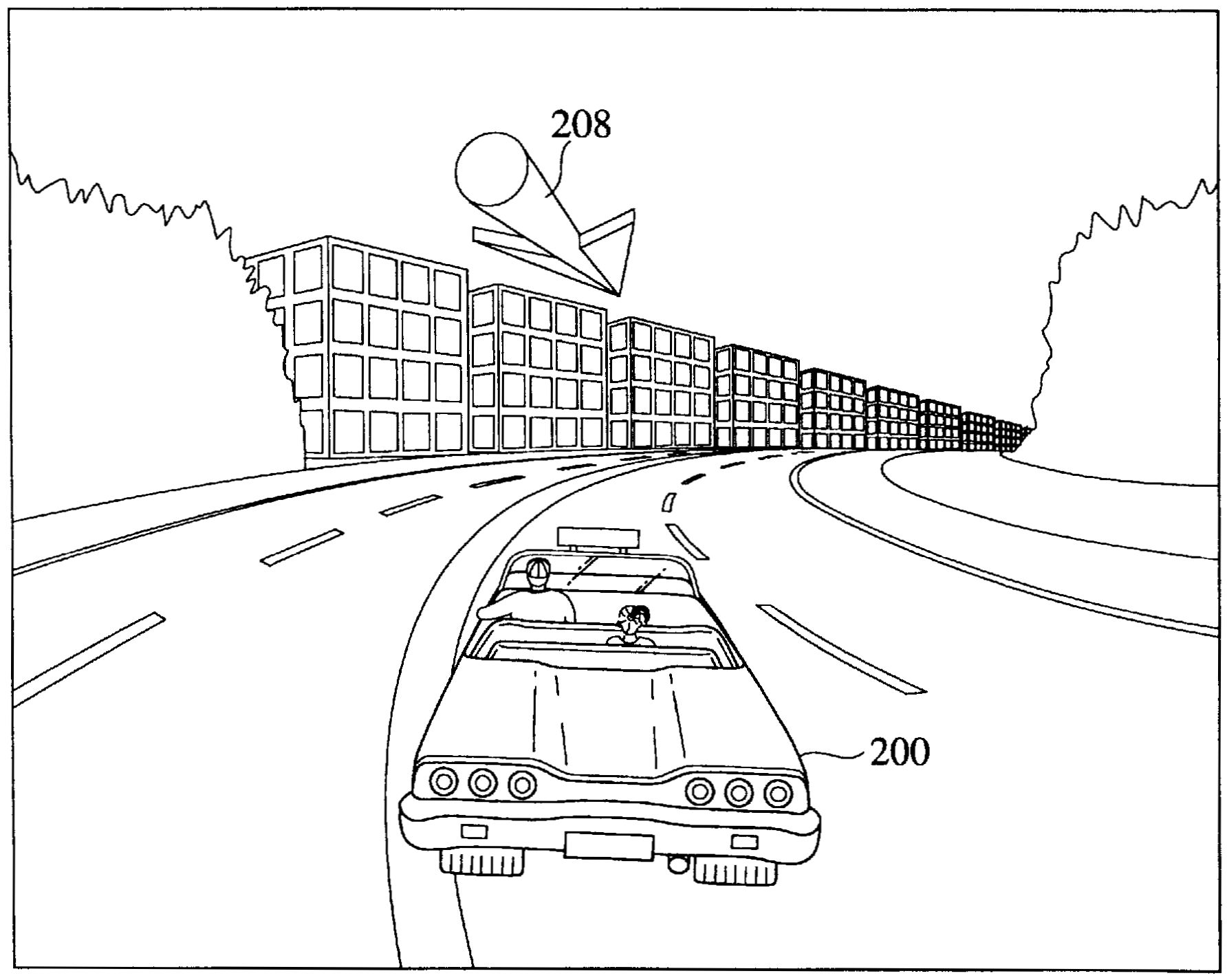
Imagen de la patente 6,200,138 del juego que Sega patentó en EEUU para el juego Crazy Taxi

Crazy Taxi es una serie de videojuegos de carreras arcade desarrollada por Hitmaker y publicada por Sega. El primer juego aparece en arcades en 1999 y fue muy exitosa, pronto Sega presentó la versión de arcade a su consola Dreamcast en el 2000. Es el tercer juego mejor vendido de la Dreamcast en los Estados Unidos, vendiendo más de un millón de copias. El juego fue más tarde portado para la PlayStation 2, Nintendo GameCube, y PC con secuelas también apareciendo en los sistemas Xbox, Game Boy Advance, y PlayStation Portable. Iba a salir un port para la consola Zeebo, pero este fue cancelado.
Cada juego hace que el jugador asuma el papel de un conductor de taxi que debe acumular dinero al llevar a los pasajeros a sus destinos en el menor tiempo posible, ganando propinas al realizar "acrobacias locas" antes de que se acabe el tiempo. La franquicia ha sido reconocida por su diseño de juego innovador que es fácil de aprender pero difícil de dominar, su uso de la publicidad en el juego y la música de la banda sonora proporcionada por las bandas The Offspring y Bad Religion. La mecánica de juego principal ha sido patentada por Sega, lo que lleva a al menos una demanda por juego similar en The Simpsons: Road Rage, que desde entonces ha sido resuelto fuera de los tribunales.

## Jugabilidad
Crazy Taxi y sus secuelas son de puntuación. Juegos que todos emplean las mismas reglas y mecánicas fundamentales. El jugador controla uno de los varios taxistas en una ciudad ficticia, busca tarifas y luego los lleva a su destino en el menor tiempo posible. El jugador debe realizar esto mientras aún queda tiempo en un reloj de juego general. Los pasajeros que buscan viajes se indican mediante un marcador en la parte superior que está coloreado para representar la distancia a su destino previsto. El marcador de color varía desde rojo que indica viajes cortos, hasta amarillo para distancias intermedias y verde que indica largos. Cuando un pasajero es recogido, el jugador recibe un tiempo adicional en el tiempo de cuenta atrás. Además, se inicia un segundo temporizador de cuenta regresiva, que representa la rapidez con que el pasajero debe estar en su destino. Mientras un pasajero está en el taxi, HUD que apunta en la dirección general del destino del pasajero para ayudar a guiar al jugador a través del mapa.
El jugador puede usar movimientos especiales de "acrobacias locas", tales como movimientos a la deriva, saltos y casi accidentes, y combos consecutivos de estos, para ganar dinero extra del pasajero durante el viaje. Si el destino se alcanza a tiempo, se paga al jugador según la distancia recorrida con un posible bono de tiempo según la rapidez con la que se alcanzó el destino. Si la cuenta regresiva del pasajero cae a cero, saldrán del taxi y el jugador deberá buscar otra tarifa. El juego continúa en este modo mientras el tiempo permanezca en el reloj. Una vez que el reloj llega a cero, el juego termina y el jugador se clasifica y califica según el total ganado.
A diferencia de otros juegos de arcade, el jugador no puede continuar desde donde terminó el juego anterior. El juego no se puede jugar indefinidamente; Si bien hay cientos de pasajeros potenciales para recoger y entregar, solo hay un número limitado de tarifas en el juego. Los distintos pasajeros dispersos por toda la ciudad aparecerán y desaparecerán aleatoriamente a lo largo del juego, pero una vez que uno es recogido, ese pasajero no estará disponible para el resto del juego. El juego central en la serie ha sido elogiado por ser "engañosamente complejo"; según lo declarado por el personal de IGN para su revisión de la versión de Dreamcast de Crazy Taxi:

A medida que avanza a través de la escala de calificaciones del juego al recoger y entregar a los pasajeros lo más rápido posible, poco a poco se dará cuenta de que hay mucho más en el juego que ir del punto a al b.
Personal de IGN Crazy Taxi (Dreamcast) Review

Comenzando con Crazy Taxi 2, el juego incluía la capacidad de recoger un grupo de pasajeros, cada uno con un destino diferente. La cantidad de pasajeros en el automóvil multiplica las bonificaciones por propinas que se obtienen con el truco, mientras que la tarifa total solo se puede obtener una vez que el último pasajero se deja a tiempo. Además, Crazy Taxi 2 introdujo un nuevo truco llamado "Crazy Hop" que le permitió al jugador hacer que el taxi salte para despejar algunos obstáculos o alcanzar superficies más manejables.
Los juegos de la consola también han incluido un conjunto de minijuegos que requieren que el jugador cumpla un cierto objetivo utilizando uno o más de los diversos "trucos locos" dentro del juego. Algunos de estos prueban el manejo del taxi por parte del jugador, mientras que otros son más exagerados, como los bolos o el billar. Algunos minijuegos requieren la finalización de otros antes de poder acceder a ellos.
Antes de cada sesión de juego, el jugador puede elegir uno de varios conductores y sus autos asociados; cada automóvil/conductor tiene un rendimiento ligeramente diferente en relación con factores como la velocidad y el giro, que afectan al juego.

## Desarrollo
El juego de arcade original fue desarrollado por Hitmaker como una variación de los títulos actuales de arcade. El productor de Crazy Taxi, Kenji Kanno, dijo que la extensión de tiempo en el juego era una ruptura de los actuales "100 yenes por 3 minutos" que persistían en el momento de los juegos de arcade, y recompensaba a los jugadores con tiempos de juego más largos al desempeñarse bien en el juego. Además de proporcionar un juego que se podría jugar en sesiones cortas, Kanno quería un juego para explorar la "vida cotidiana y la rutina" de un conductor de taxi. En el desarrollo de la versión Dreamcast del juego de arcade original, los desarrolladores incluyeron un mapa más grande además del de arcade, para crear una sensación de "estar perdido" y permitir que los jugadores de la consola doméstica se diviertan "aprendiendo de la ciudad". Se desarrollaron minijuegos para esta versión para "dejar que el jugador juegue por más tiempo si mejora la habilidad al ofrecer desafíos divertidos y educativos. Más de cien ideas diferentes para minijuegos fueron desarrolladas por el equipo, pero luego se redujeron para los desafíos del mini juego de Crazy Box. La adición de Crazy Hop en Crazy Taxi 2 se produjo porque el equipo de desarrollo observó que "... en Nueva York, donde el paisaje básico es bastante plano, tuvimos que crear un espacio en 3D dejando que el jugador condujera los edificios" y "Agregamos el Crazy Hop para que el jugador salte por los techos de los edificios para hacer atajos". Hitmaker había intentado desarrollar una versión en línea de Crazy Taxi, que se llamaría Crazy Taxi Next exclusivamente para Xbox, que, además de los modos de juego multijugador, habría incluido ciclos nocturnos y diurnos, cada uno con un conjunto diferente de pasajeros y destinos, mientras se reutilizan y actualizan gráficamente los mapas de "Crazy Taxi" y "Crazy Taxi 2". En última instancia, los ciclos de multijugador y día / noche se eliminaron y el trabajo en Crazy Taxi Next se transfirió a Crazy Taxi 3: High Roller, que incluía algunos de los conceptos de conducción nocturna sugeridos por Next. Kenji Kanno ha notado que el juego en la serie Crazy Taxi no ha "evolucionado" con cada nuevo juego, porque básicamente el objetivo del juego es divertirse mucho en un corto período de tiempo, y es un juego muy concentrado. Así que en lugar de tratar de evolucionar la serie necesariamente, es más como tomar ese concepto y colocarlo en diferentes lugares, ver cómo funciona". Kanno está considerando llevar el título a las consolas más nuevas, pero querría poder incluir funciones de multijugador y tener un ciclo de tiempo dentro del juego que afectaría las actitudes de los pasajeros y el entorno del juego.

### Ajuste
A través de la serie, las ciudades utilizadas en los juegos de Crazy Taxi han sido influenciadas por ciudades del mundo real, incluyendo San Francisco, Los Ángeles, Ciudad de Nueva York y Las Vegas. Ciertas versiones del juego  Crazy Taxi  incluyen contrapartes en el juego de negocios del mundo real, incluyendo Pizza Hut, Kentucky Fried Chicken, FILA , y Tower Records; estos eran a menudo objetivos de destino para los pasajeros. Aunque este es uno de los ejemplos más destacados de ubicación del producto en la historia de los videojuegos, en general se considera relativamente favorable entre los jugadores, tal vez porque da un sentido de realismo a las ciudades ficticias del juego. Estos establecimientos han sido reemplazados por negocios genéricos en juegos posteriores debido a dificultades de licencia.

### Banda sonora
La banda sonora de la serie  Crazy Taxi  ha sido típicamente licenciada como música rock duro y punk rock. Las versiones de arcade y de la consola de inicio inicial incluyen selecciones de bandas de punk rock The Offspring y Bad Religion, aunque se han eliminado tanto en Game Boy Advance como en PlayStation Portable remakes debido a problemas de licencia. En el caso de Game Boy Advance  Catch a Ride , el juego utiliza música instrumental en lugar de canciones grabadas.

### Legalidades
Sega solicitó y recibió la patente de EE.UU. Patente 6,200,138– "Método de visualización de juego, método de indicación de dirección de movimiento, aparato de juego y aparato de simulación de unidad" - en 2001. The mechanics in the "138 patent" describe an arcade cabinet similar to Sega's previous arcade game Harley-Davidson & L.A. Riders (1997), pero también describe el sistema de navegación con flechas y los aspectos de evitación de peatones que se usaron en Crazy Taxi.
En 2001, Electronic Arts y Fox Interactive lanzaron  The Simpsons: Road Rage , que ha sido etiquetado como timo de la fórmula  Crazy Taxi  de los revisores del juego. El caso, Sega of America, Inc. v. Fox Interactive, et al., Se resolvió en privado por una cantidad desconocida. La patente 138 en sí misma sigue siendo válida, y se considera una de las patentes más importantes en el desarrollo de videojuegos en la actualidad.

## Videojuegos

### Crazy Taxi(arcade)
La versión arcade de  Crazy Taxi  fue lanzado en 1999, y presentaba solo el mapa inspirado en San Francisco (conocido como "Arcade" en el primer juego de consola, y más tarde como "West Coast" en las secuelas). La "Versión estándar" en máquina de arcade incluía un asiento en la cabina, el volante, una palanca de cambio (para la marcha hacia adelante y hacia atrás) y un pedal de freno y aceleración; una versión más compacta "Naomi Cabinet Version" también existía sin el asiento de la cabina. El juego de arcade fue uno de los primeros en utilizar el procesador de hardware Sega NAOMI, que se basa en Sega Dreamcast y se presentó como parte de la exhibición de Sega en la exposición de la Unión de Operadores de Diversiones de 1999 en Japón.

### Crazy Taxi(consola)
La consola/versión doméstica de Crazy Taxi fue lanzada para Dreamcast el 24 de enero de 2000. La versión de Dreamcast y la versión en máquina de arcade comparten un hardware de procesamiento casi idéntico, y El juego para la consola doméstica solo se dificultó debido al tamaño limitado de la memoria interna en Dreamcast. Sega used Crazy Taxi to show the power of the Dreamcast's graphical processor, capaz de mantener 60 frame/s durante el juego. Además del mapa arcade, esta versión incluía la ciudad con el tema de San Francisco (titulada "Original"), así como minijuegos adicionales ("Crazy Box") que se pueden usar para perfeccionar las habilidades de manejo del taxi del jugador. El nuevo mapa, mucho más grande que la versión de arcade, fue diseñado para que el jugador experimente la sensación de "estar perdido" y permita la exploración, algo que no se puede hacer en la versión de arcade, además de permitir que el jugador disfrute de las 3 dimensiones".
Una vez que Sega abandonó el mercado de hardware, otras compañías comenzaron a asumir algunas de las franquicias, incluido "Crazy Taxi".
Acclaim brought the game to the PlayStation 2 on May 21, 2001 and GameCube on November 18, 2001, while Activision and Strangelite ported the game to the PC in 2002; only the PlayStation 2 port was more successful than the Dreamcast version, and the rest didn't do as well. The Dreamcast version of Crazy Taxi was also playable through emulation via Gametap on PC systems.
Acclaim trajo el juego a la PlayStation 2 el 21 de mayo de 2001 y a GameCube el 18 de noviembre de 2001, mientras que Activision y Strangelite portaron el juego a la PC en 2002; solo el puerto de PlayStation 2 tuvo más éxito que la versión de Dreamcast, y el resto no lo hizo tan bien. La versión de Dreamcast de  Crazy Taxi  también se pudo reproducir a través de emulador de consola de videojuegos a través de Gametap en sistemas de PC.

### Crazy Taxi 2
Crazy Taxi 2  fue lanzado para Dreamcast el 28 de mayo de 2001. El juego presentó cuatro taxista así como dos nuevos mapas inspirados en Nueva York ( "Around Apple" y "Small Apple"), y agregó dos características de juego: la mecánica de recolección de múltiples pasajeros en un solo lugar, y el "Crazy Hop", que permite al taxi despejar el tráfico y ciertos obstáculos con saltos cortos. Además, el modo "Crazy Box" en el primer juego se expandió a un modo "Crazy Pyramid".

### Crazy Taxi 3: High Roller
Crazy Taxi 3: High Roller  se lanzó para la Xbox el 23 de julio de 2002 y luego se lanzó como título para PC en 2004. El juego reutiliza el mapa arcade original modificado para permitir el uso del "Crazy Hop" introducido en Crazy Taxi 2, uno de los mapas de  Crazy Taxi 2 , y un nuevo mapa basado en Las Vegas ("Glitter Oasis"). El juego agrega cuatro caracteres adicionales para seleccionar. El juego le permite al jugador desbloquear otros modos de transporte además del taxi, incluyendo una silla de paseo, una bicicleta de pedales y un carro. Los minijuegos de Crazy Taxi 3 se presentan en un arreglo "Crazy X". Una versión de arcade, titulada Crazy Taxi: High Roller fue creada en 2003 usando los mismos tres mapas que la versión de la consola doméstica.

### Crazy Taxi: Catch a Ride
Crazy Taxi: Catch a Ride  fue portado a Game Boy Advance por Graphics State y distribuido por THQ, y lanzada el 8 de abril de 2003. Esta versión es básicamente la misma que la versión de consola  Crazy Taxi , que presenta los mapas temáticos de San Francisco y Los Ángeles pero con una selección más pequeña de minijuegos, adaptados para jugar en el Dispositivo portátil utilizando el motor de estado de gráficos "Rush". Específicamente, mientras que la ciudad y las calles se representan utilizando gráficos en 3D, el taxi, los pasajeros y el resto del tráfico están representados por sprites para trabajar en el hardware limitado de GBA. Richard Whittall, director creativo de Graphics State, señaló que Catch A Ride era "sobre el juego más desafiante técnicamente que podrías hacer en una máquina de mano" en el momento de su lanzamiento.

### Crazy Taxi: Fare Wars
Crazy Taxi: Fare Wars (en Japón llamado: Crazy Taxi: Double Punch) fue desarrollado por Sniper Studios con el apoyo de miembros del equipo de diseño de Hitmaker  Crazy Taxi  original en Japón y lanzado para PlayStation Portable el 7 de agosto de 2007. El juego es efectivamente un port de "Crazy Taxi" y "Crazy Taxi 2" para este sistema sin ningún cambio en el juego, pero carece de la publicidad en el juego y las bandas sonoras originales. Si bien el juego incluye su propia banda sonora, el jugador puede usar su propia música almacenada en la PSP; como lo señaló Jeff Hasson de Sniper Studios, "para aquellos fanáticos que deben tener The Offspring reproduciéndose, tienen esa opción con el Custom Music Player". El jugador también puede grabar hasta un minuto de secuencias de juego que luego se pueden compartir con amigos. El juego incluye una función multijugador sobre el sistema inalámbrico ad-hoc de la PSP, que permite a los jugadores competir por las tarifas dentro del mismo mapa, incluida la capacidad de robar pasajeros de otro jugador. También se pueden jugar partidas multijugador como time trial o "CRAZY" (una variación del juego " Horse") compartiendo un PSP común, con cada jugador tomando turnos dentro el juego.

### Crazy Taxi City Rush
Crazy Taxi City Rush fue anunciado por Sega en marzo de 2014 como un título móvil free-to-play para los sistemas iOS y Android.  City Rush es un corredor basado en misiones similar en concepto a Temple Run, donde el jugador no tiene control directo de la velocidad del taxi pero puede usar movimientos táctiles para desviarse del tráfico y hacer giros.

### Crazy Taxi Tycoon
Crazy Taxi Tycoon, anteriormente conocido como  Crazy Taxi Gazillionaire , es otro juego móvil derivado lanzado en 2017 para iOS y Android. A diferencia de otros juegos, este es un simulador de gestión empresarial interminable y clicker inactivo donde los jugadores manejan un negocio de taxis y contratan a conductores para derrotar a un viajes compartidos megacorporación llamado Prestige Mega Corp.

## Recepción
| Juego                     | Sistema   | Metacritic          | GameRankings       |
| ------------------------- | --------- | ------------------- | ------------------ |
| Crazy Taxi                | Dreamcast | —                   | 90% (41 reseñas)   |
| Crazy Taxi                | PS2       | 80/100 (15 reseñas) | 79% (46 reseñas)   |
| Crazy Taxi                | GameCube  | 69/100 (20 reseñas) | 70% (39 reseñas)   |
| Crazy Taxi                | PC        | —                   | 56% (6 reseñas)    |
| Crazy Taxi 2              | Dreamcast | 82/100 (18 reseñas) | 83% (36 reseñas)   |
| Crazy Taxi 3: High Roller | Xbox      | 69/100 (33 reseñas) | 69% (59 reseñas)   |
| Crazy Taxi 3: High Roller | PC        | —                   | 49% (1 reseña)     |
| Crazy Taxi: Catch a Ride  | GBA       | 48/100 (14 reseñas) | 47% (15 reseñas)   |
| Crazy Taxi: Fare Wars     | PSP       | 65/100 (20 reseñas) | 67% (16 reseñas)   |
| Crazy Taxi: City Rush     | iOS       | 66/100 (8 reseñas)  | 65.83% (6 reseñas) |

La versión original de Dreamcast de  Crazy Taxi  fue uno de los  juegos más vendidos para la consola. El juego fue el segundo juego de Dreamcast más vendido en los Estados Unidos en 2000, vendiendo casi 750,000 unidades, y es el tercer juego de Dreamcast más vendido en los Estados Unidos con más de un millón de unidades vendidas. El juego fue elogiado por capturar el sabor arcade y, posiblemente, sobrepasarlo al hacer que los controles y la ejecución de las acrobacias locas sean más fáciles de realizar. El juego sufrió un "pop-up" debido a la limitación distancia de dibujos, y pérdida de la velocidad de fotogramas cuando había un gran número de autos en la pantalla. Los críticos notaron la falta de profundidad dado que era un puerto de un juego de arcade, algunas dificultades con la flecha de destino y los pobres "Wol fman Jack" personificación del anunciador en el juego.
Crazy Taxi 2 fue bien recibido por los revisores con las nuevas características que ayudaron a expandir el juego del juego original, aunque algunos pensaron que se podrían haber realizado cambios más drásticos en la secuela. A pesar de la adición de nuevos mapas, la falta de nuevos elementos de juego provocó que los revisores revisaran el Crazy Taxi 3. > IGN señaló en su revisión para Crazy Taxi 3 que "está claro que la vitalidad creativa que imaginó por primera vez la serie de Taxis ha disminuido considerablemente".
Los ports del juego original para las plataformas PS2 y GameCube no se consideran tan fuertes como el juego de Dreamcast. Se observó que ambos sufrían más "ventanas emergentes" que la versión de Dreamcast, así como controles más pobres, a pesar de tener las mismas características de juego. Los problemas gráficos plagaron el puerto  Crazy Taxi: Catch a Ride  para Game Boy Advance; como dijo IGN, "es dolorosamente obvio que el hardware nunca tuvo la intención de presionar tanto". Ambos puertos de PC para "Crazy Taxi" y "Crazy Taxi 3" También sufrió problemas gráficos.
Los ports para PSP de  Crazy Taxi: Fare Wars  han tenido una recepción algo mejor que otros puertos. Las revisiones han complementado el juego con las adiciones de multijugador y la posibilidad de agregar una banda sonora personalizada, lo que llevó a IGN a comentar que "Incluir esto debería ser una obviedad, pero muchos títulos de PSP no", pero han notado algunas fallas gráficas, los largos tiempos de carga y la falta de las bandas sonoras originales de los juegos. Las revisiones de los controles del juego se han mezclado, con algunos elogios del esquema en el PSP, mientras que otros han declarado que los controles se sienten rígidos e inconsistentes. La revisión de GameSpot observó que el juego en  Crazy Taxi  no se sostiene bien en comparación con los juegos de carreras más recientes en varias plataformas.
Un segmento de Crazy Taxi aparece en la pista "Sega Carnival" en Sonic Riders, incluido un acceso directo oculto que permite a los corredores recibir un viaje del taxista Axel; Un Crazy Taxi Extreme Gear también puede ser desbloqueado. También hay un minijuego basado en Crazy Taxi en el juego EyeToy, Sega Superstars, en el que los jugadores se mueven y gritan para llamar a uno de los taxistas. B.D. Joe, quien ha aparecido en la mayoría de los juegos de la serie, aparece como un personaje jugable en el juego de carreras de series cruzadas, Sonic & Sega All-Stars Racing. Steve "S0L" Lycett de Sumo Digital tuvo que obtener la aprobación de SEGA AM3 para poder usar B.D. Joe en el juego. También apareció en la secuela, Sonic & All-Stars Racing Transformed.

## Más allá de los videojuegos
Además de los juegos de videojuegos, Sega Enterprises, Inc. (EE. UU.) Creó un tema de Crazy Taxi juego de canje que se lanzó en 2003. El jugador tenía que lanzar su moneda o desplácese por la superficie de juego inclinada más allá de un modelo de taxi en movimiento en el centro del campo de juego para golpear a uno de los ocho objetivos (que representan a los pasajeros) en el extremo lejano. Los pasajeros valían puntos diferentes, a partir de los cuales el operador establecería el número de boletos para ganar. El juego incorporó música y sonidos de los videojuegos.
Ha habido dos intentos de crear una película basada en la franquicia "Crazy Taxi". En 2001, Goodman-Rosen Productions adquirió los derechos para la película, con Richard Donner en fila para dirigir la película. Donner dijo "Me encantó interpretar 'Crazy Taxi', y me di cuenta de inmediato que tenía el potencial de ser una gran película de eventos de verano". La película se habría vinculado con otros artículos de mercadería como camisetas y juguetes, según Jane Thompson, directora de licencias de Sega of America. Sin embargo, este intento inicial se detuvo debido a una "ausencia de elementos de la trama" según Movie Insider. Después de que esta opción expirara, Mindfire Entertainment adquirió los derechos de una película Crazy Taxi basada en la franquicia del juego en 2002, con una fecha de lanzamiento prevista para mediados de 2003. Sin embargo, desde entonces, no hay más noticias sobre la película. Estaré disponible.
En 2003, Sega firmó un contrato con DSI Toys para producir un auto control remoto en su línea "GearHead" basada en la franquicia Crazy Taxi, pero DSI se presentó para capítulo 7 quiebra más tarde ese año.
Sega formó la productora Stories International y se unió a Evan Cholfin para proyectos de cine y televisión basados en sus juegos con Crazy Taxi como proyecto animado.